# س. جاي موسلي (لاعب كرة قدم أمريكية)
س. جاي موسلي (بالإنجليزية: C. J. Mosley)‏ هو لاعب كرة قدم أمريكية أمريكي، ولد في 19 يونيو 1992 في ثيودور في الولايات المتحدة.

## وصلات خارجية
- س. جاي موسلي (لاعب كرة قدم أمريكية) على موقع إي إس بي إن.كوم (أن.أف.أل)3
- س. جاي موسلي (لاعب كرة قدم أمريكية) على موقع مرجع كرة القدم المحترفة.كوم (الإنجليزية)